# Braunband-Hamletbarsch
Der Braunband-Hamletbarsch (Hypoplectrus puella) ist ein kleiner Meeresfisch aus der Familie der Sägebarsche (Serranidae). Er kommt küstennah fast in der gesamten Karibik, im östlichen Golf von Mexiko, wo er die einzige Hamletbarschart ist, sowie bei den Bahamas und den Bermudainseln vor.

## Merkmale
Der Braunband-Hamletbarsch kann eine Maximallänge von 15,2 cm erreichen. Die Fische haben eine cremefarbene bis gelbliche Grundfärbung mit sechs bräunlichen, senkrechten Streifen. Der erste verläuft durch das Auge, der zweite erstreckt sich vom „Nacken“ bis zum Ansatz der Brustflosse, der dritte ist sehr breit und verläuft von unterhalb des vorderen Abschnitts der Rückenflosse bis zum Bauch. Die zwei weiteren Streifen liegen unterhalb des weichstrahligen Abschnitts der Rückenflosse und der sechste liegt auf dem Schwanzstiel. Zusätzlich sind Kopf und Rumpf mit blauen Linien gemustert. Die Brustflossen sind transparent, die Bauchflossen sind weißlich oder gelblich.
- Flossenformel: Dorsale X/14-16, Anale III/7.[2]

## Lebensweise
Der Braunband-Hamletbarsch ist die häufigste Hamletbarschart und lebt in Tiefen von drei bis 23 Metern in Fels- und Korallenriffen. Die Fische sind einzelgängerisch und halten sich immer in der Nähe von Versteckmöglichkeiten auf. Wie andere Hamletbarsche ernähren sich Braunband-Hamletbarsche von Zooplankton, Kleinkrebsen und kleinen Fischen.

## Belege
1. 1 2 3  Michael L. Domeier (1994): Speciation in the serranid fish Hypoplectrus. Bulletin of Marine Science 54(1):103-141. Seite 106.
2. 1 2 3  Hypoplectrus puella auf Fishbase.org (englisch)
3. 1 2  Ewald Lieske, Robert F. Myers: Korallenfische der Welt. 1994, Jahr Verlag, ISBN 3-86132-112-2